# Arthrotus abdominalis
Arthrotus abdominalis es un coleóptero de la familia Chrysomelidae. Fue descrita científicamente por primera vez en 1962 por Chujo.